# Kaiser Fahrzeugbau

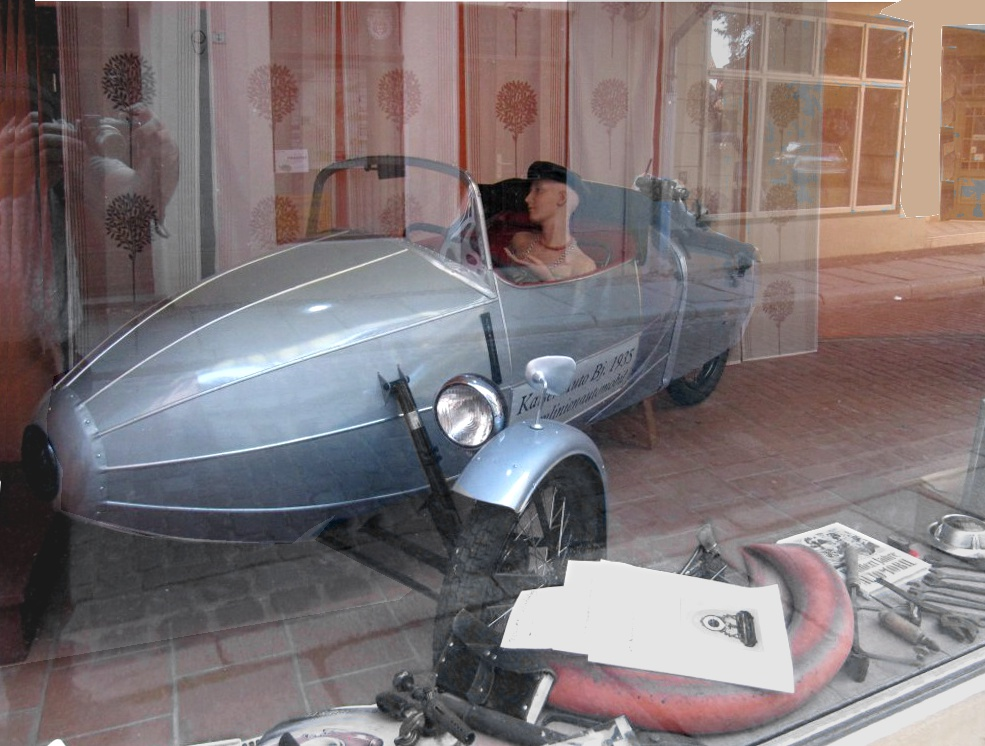
Kaisers Stromlinienautomobil, letztes vorhandenes Exemplar im Mitteldeutschen Modellbahn- und Spielwarenmuseum in Quedlinburg (restauriert)

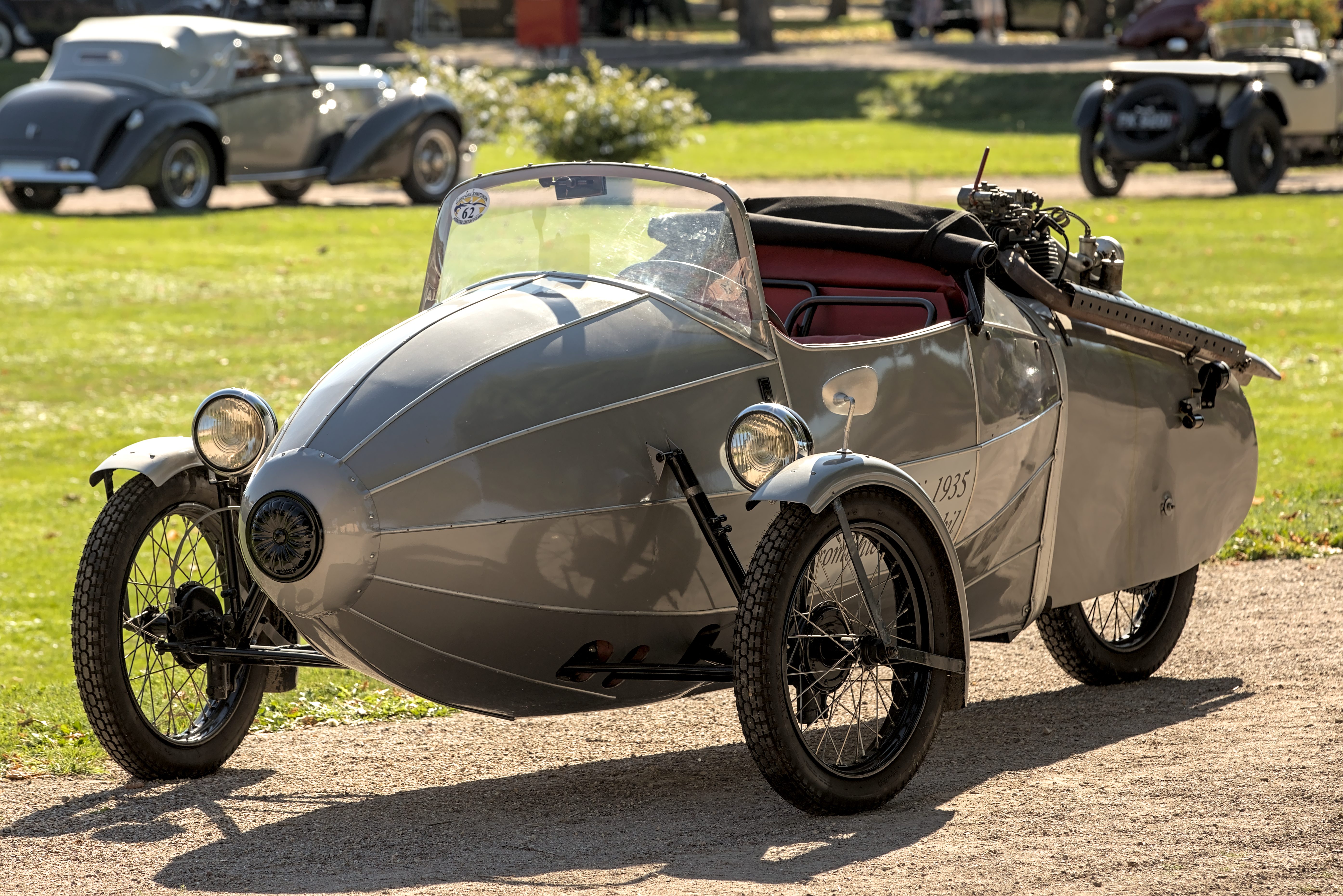
Dasselbe Fahrzeug 2022 auf dem Concours d’Elegance in Schwetzingen

Kaiser Fahrzeugbau war ein Automobilhersteller in Sachsen-Anhalt. Das Unternehmen wurde von dem Flugzeugingenieur Theodor Kaiser gegründet und stellte in den 1930er Jahren in Oschersleben dreirädrige Personenkraftwagen her. Nachdem ab 1939 für die Rüstung hatte produziert werden müssen, wurde der Fahrzeugbau aufgegeben.

## Geschichte
Theodor Kaiser (1906 bis 1950) baute seinen ersten Prototyp in Warnemünde 1931 mit Tandemsitz und verschalten Rädern, zwei vorn und eins hinten. Das Fahrzeug hatte einen 200-cm³-Motor, ein Motorradgetriebe und Hinterradantrieb.
Der zweite Prototyp wurde 1932 bereits in Oschersleben gebaut, wo Kaiser als Untermieter Werksräume von C. Schmidt, Karosserie- und Fahrzeugbau, in der Moltkestr. 7–9 (heute Hermann-Krebs-Str.) bezog. Die Sitze dieses Typs waren nebeneinander angebracht und die Vorderräder mit Motorradkotflügeln versehen.
Anschließend folgte ein geschlossener Tandemsitzer mit verschalten Rädern und Frontlampen in der Verschalung. 1934/35 fing die Serie mit beiden Sitzen nebeneinander an. Im Heck über dem Hinterrad wurden verschiedene Einzylindermotoren von Columbus, DKW, J.A.P. und NSU eingebaut, bis Kaiser bei den DKW-Motoren blieb.
Die Karosserien wurden selbst aus Holz und Kunstlederüberzug gefertigt. Die Front glich einem kleinen Zeppelin. Wahlweise waren Motorradkotflügel mit freistehenden oder in der Verschalung integrierten Lampen lieferbar. Beide Varianten leuchteten die Kurven aus. 1936/37 kam der Typ G mit Blechkarosserie heraus, an dem nur die Front etwas abgeflacht war. Im bereinigten Schell-Plan kam die Firma Kaiser nicht vor. Theodor Kaiser sicherte seine Existenz notdürftig mit Autoreparaturen und baute in Lehnin sein letztes Automobil, diesmal vierrädrig und mit zwei Ford-Eifel-Vierzylindermotoren zum separaten Ab- und Zuschalten. 1939 wurden auf der Autobahn ca. 130 km/h erreicht.
Eine andere Quelle nennt die folgenden Motoren: Einzylinder-Zweitaktmotor mit 198 cm³ Hubraum und 6,5 PS sowie mit 298 cm³ und 9 PS von DKW, Zweizylinder-Zweitaktmotor mit 598 cm³ und 20 PS von DKW, Einzylinder-Viertaktmotor mit 490 cm³ und 18 PS von JAP sowie verschiedene Einzylinder-Viertaktmotoren von NSU mit 198, 248, 348 und 498 cm³ Hubraum.
Die Fahrzeuge hatten 250 cm Radstand, 160 cm Spurweite und wogen je nach Motor zwischen 265 und 285 kg.
Ein Dreirad aus dem Baujahr 1935 hat überdauert.